# بركة مظلمة
البركة المظلمة في مجال التمويل، هو منتدى خاص (نظام تداول بديل أو ATS) لتداول الأوراق المالية والمشتقات والأدوات المالية الأخرى. تسمى السيولة في هذه الأسواق سيولة البركة المظلمة.

## نبذة
يمثل الجزء الأكبر من تداولات البركة المظلمة صفقات كبيرة من قبل المؤسسات المالية التي يتم تقديمها بعيدًا عن البورصات العامة مثل بورصة نيويورك للأوراق المالية وناسداك، بحيث تظل مثل هذه الصفقات سرية وخارج نطاق الاستثمار العام.

## الخلفية
سمح تجزئة منصات التداول الإلكترونية بإنشاء بركة مظلمة، ويتم الوصول إليها عادة من خلال شبكات متقاطعة أو مباشرة بين المشاركين في السوق عبر ترتيبات تعاقدية خاصة. لا تتوفر البركة المظلمة بشكل عام لأفراد المجتمع، ولكن في بعض الحالات قد يتم الوصول إليها بشكل غير مباشر من قبل مستثمري التجزئة والتجار عبر وسطاء التجزئة.

## المزايا
تتمثل إحدى المزايا الرئيسية للمستثمرين المؤسسيين في استخدام البركة المظلمة في شراء أو بيع حصة كبيرة من الأوراق المالية دون إظهار هويتهم للآخرين وبالتالي تجنب تأثير السوق حيث لا يتم الكشف عن حجم التجارة أو الهوية إلا بعد مرور بعض الوقت على التداول. ومع ذلك فهذا يعني أيضًا أن بعض المشاركين في السوق محرومون لأنهم لا يستطيعون رؤية الأوامر قبل تنفيذها؛ يتم الاتفاق على الأسعار من قبل المشاركين في البركة المظلمة، وبالتالي لم يعد السوق شفافًا.

## الأنواع
توجد ثلاثة أنواع رئيسية من البرك المظلمة:
- تم إنشاء شركات مستقلة لتقديم أساس متمايز فريد للتداول.[7]
- البرك المظلمة المملوكة للوسيط حيث يتفاعل عملاء الوسيط، والأكثر شيوعًا مع العملاء الآخرين للوسيط (ربما بما في ذلك المتداولين المملوكين له) في ظروف عدم الكشف عن هويتهم.
- أنشأت بعض البورصات العامة البرك المظلمة الخاصة بها للسماح لعملائها بمزايا إخفاء الهوية وعدم عرض الطلبات أثناء تقديم «البنية التحتية» للتبادل.[8]

## المخاطر
تُستخدم البرك المظلمة بكثافة في التداول عالي التردد، مما أدى أيضًا إلى تضارب في المصالح لأولئك الذين يعملون في البرك المظلمة بسبب الدفع مقابل تدفق الطلبات وأولوية الوصول.
يمكن للمتداولين ذوي الترددات العالية الحصول على معلومات من وضع الأوامر في بركة مظلمة واحدة يمكن استخدامها في البورصات الأخرى أو البرك المظلمة. اعتمادًا على الطريقة الدقيقة التي تعمل بها «البرك المظلمة» ويتفاعل مع أماكن أخرى، يمكن اعتباره بل ويشار إليه بالفعل من قبل بعض البائعين على أنه تجمع «رمادي».
تسعى هذه الأنظمة والاستراتيجيات عادةً إلى الحصول على السيولة بين أماكن التداول المفتوحة والمغلقة، مثل أنظمة التداول البديلة الأخرى. ازدادت أهمية البرك المظلمة منذ عام 2007، حيث استحوذت العشرات من البرك المظلمة المختلفة على جزء كبير من تداول الأسهم الأمريكية. تتنوع أنواع البرك المظلمة ويمكنها تنفيذ الصفقات بطرق متعددة، مثل التفاوض أو تلقائيًا (على سبيل المثال متوسط السعر المرجح بالحجم)، على مدار اليوم أو في الأوقات المحددة.